# عمر علي جمعة
عمر علي جمعة (بالإنجليزية: Omar Ali Juma)‏ هو سياسي تنزاني، ولد في 26 يونيو 1941 في تنزانيا، وتوفي في 4 يوليو 2001 في دار السلام في تنزانيا. حزبياً، نشط في حزب الثورة ‏. وقد انتخب List of heads of government of Zanzibar ‏ وانتخب نائب رئيس تنزانيا (1995 – 2001).